# Киригуа
Киригуа (исп. Quiriguá) — город древних майя, ныне — место раскопок на территории департамента Исабаль, юго-восточная Гватемала. Располагается в долине реки Мотагуа на площади около 3 км², церемониальный центр города находится на северном берегу реки.
В классический период (200—900 гг.) Киригуа располагалась на пересечении торговых путей. Первое поселение появилось во II веке н. э., строительство акрополя началось примерно в 550 году. В VIII веке город интенсивно развивался, причём близость декоративного стиля архитектуры и скульптуры к Копану говорит об их тесных связях. До победы над Копаном в 738 году Киригуа являлся его вассальным государством. Во времена правления Кауак Ски (723—784 гг.) стал столицей процветающего независимого государства. К середине IX века Киригуа приходит в упадок.
Впервые развалины Киригуа в 1840 году изучил английский художник Фредерик Казервуд, а позже — английским учёный А. П. Модсли и экспедициями Археологического института Америки и института Карнеги. Самые известные скульптурные изваяния — высокие 4-гранные стелы, скульптурные календари и причудливые скульптуры мифических чудовищ, служащие важным источником знаний о цивилизации майя.

## Галерея

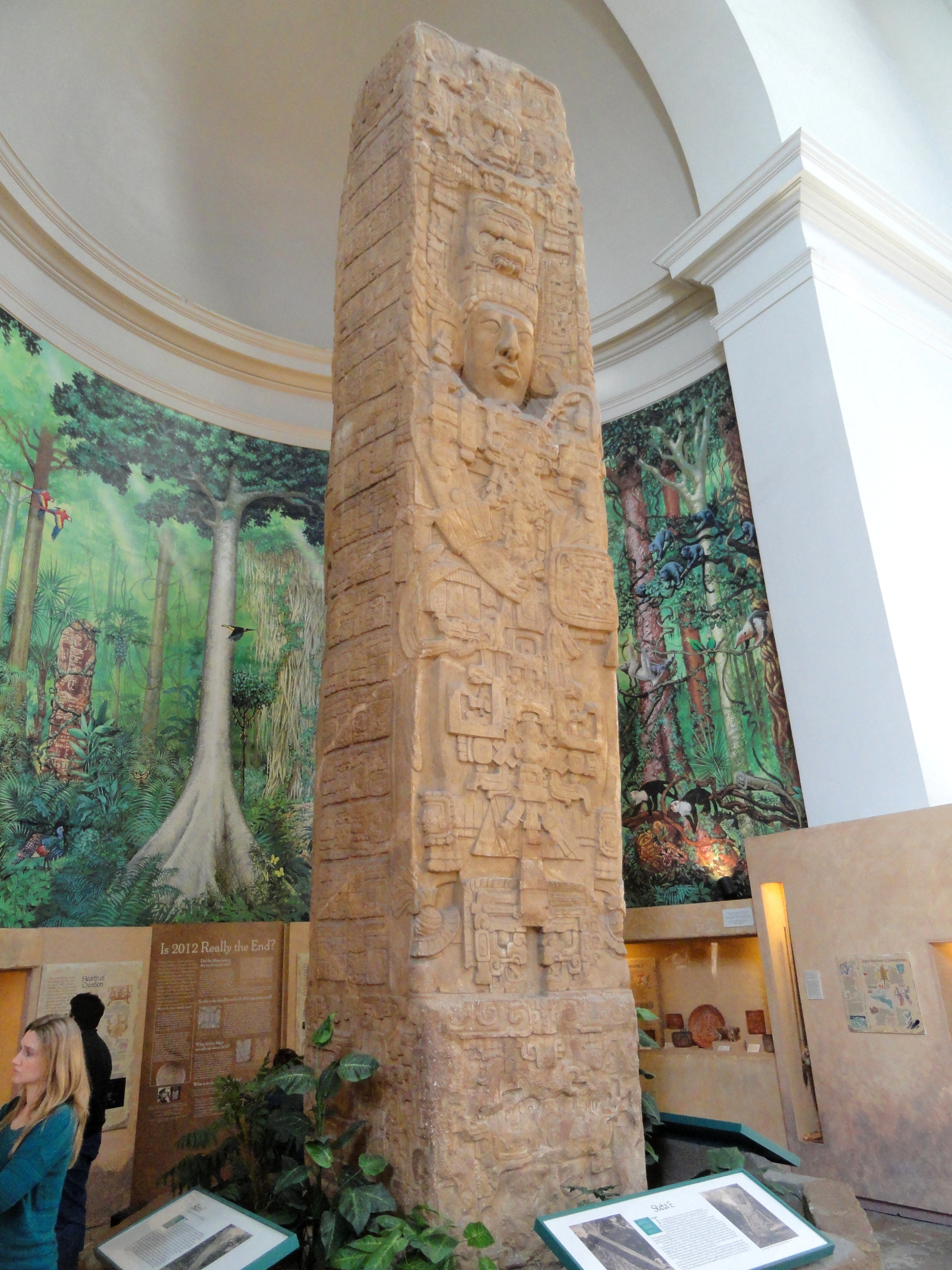
Слепок стелы Е из Киригуа в Музее человека в Сан-Диего
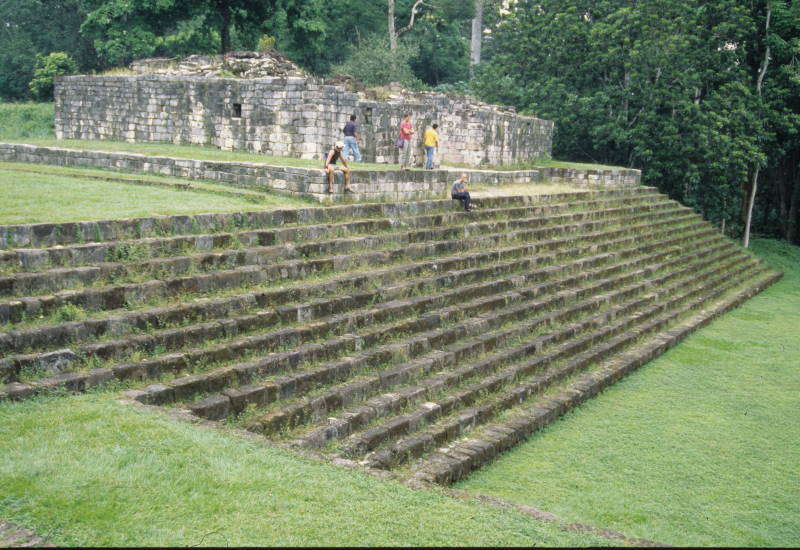
Большой храм Киригуа
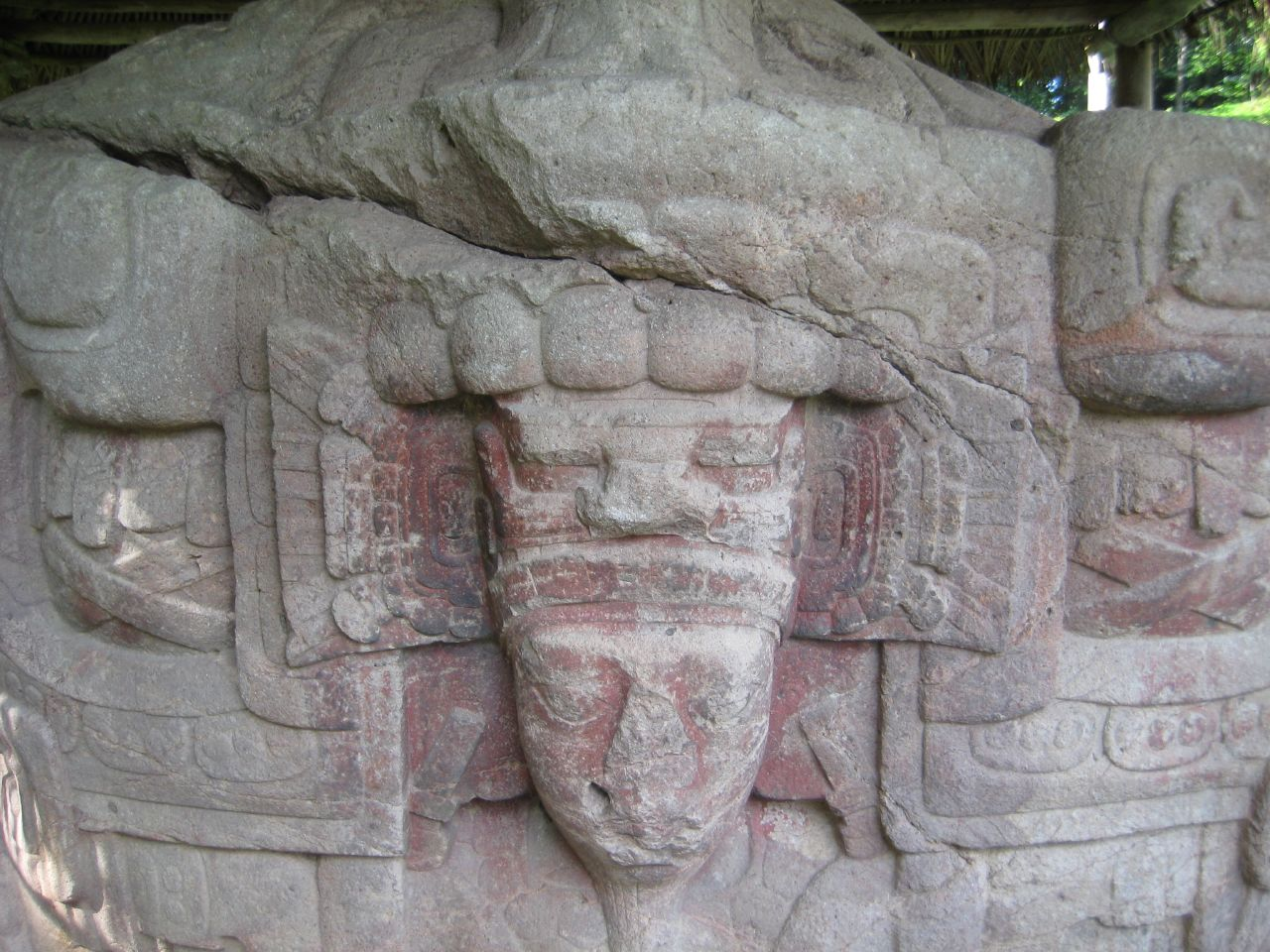
Зооморфная стела «В», Киригуа
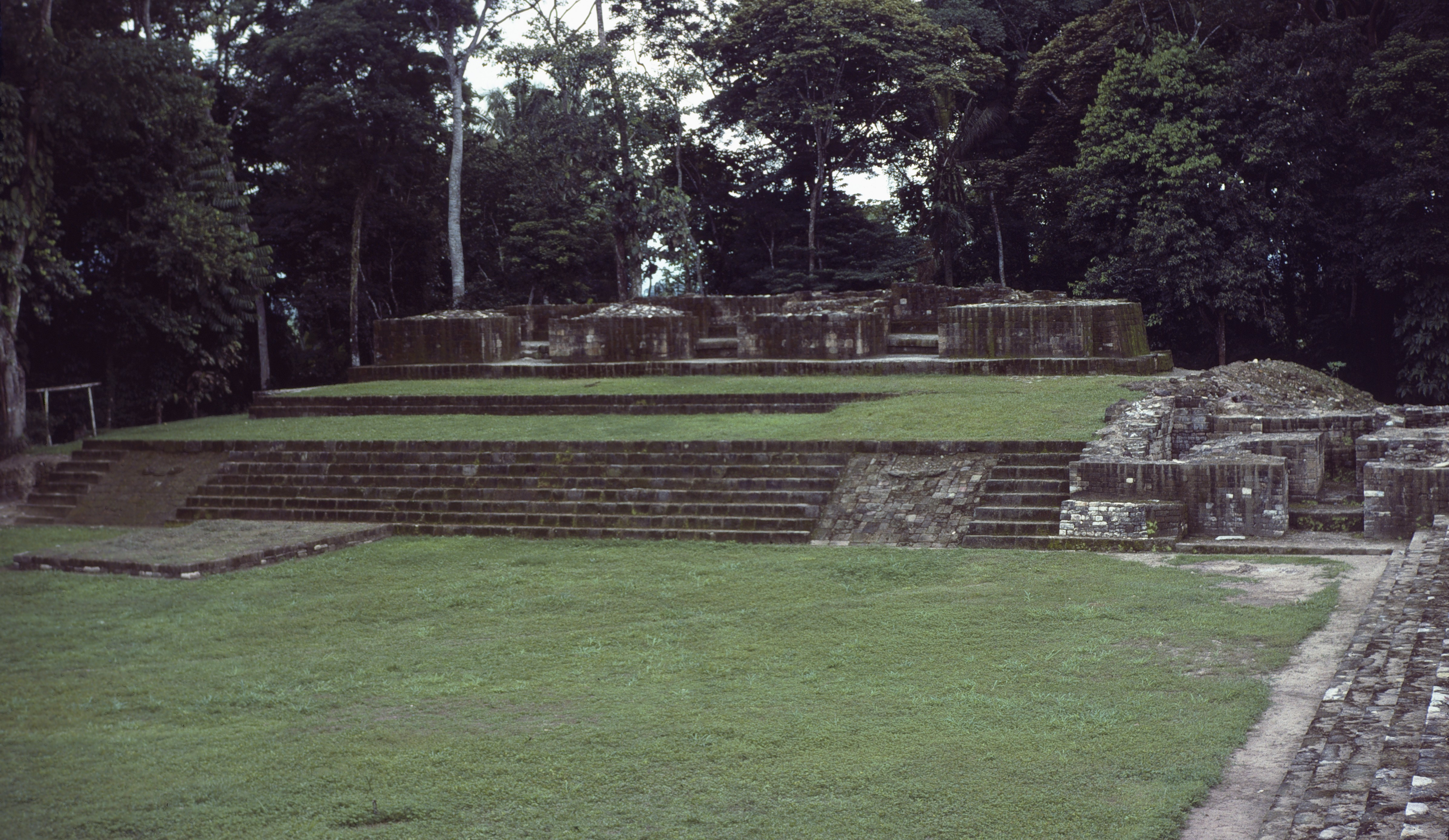
Здание позднейшей постройки в акрополе, Киригуа
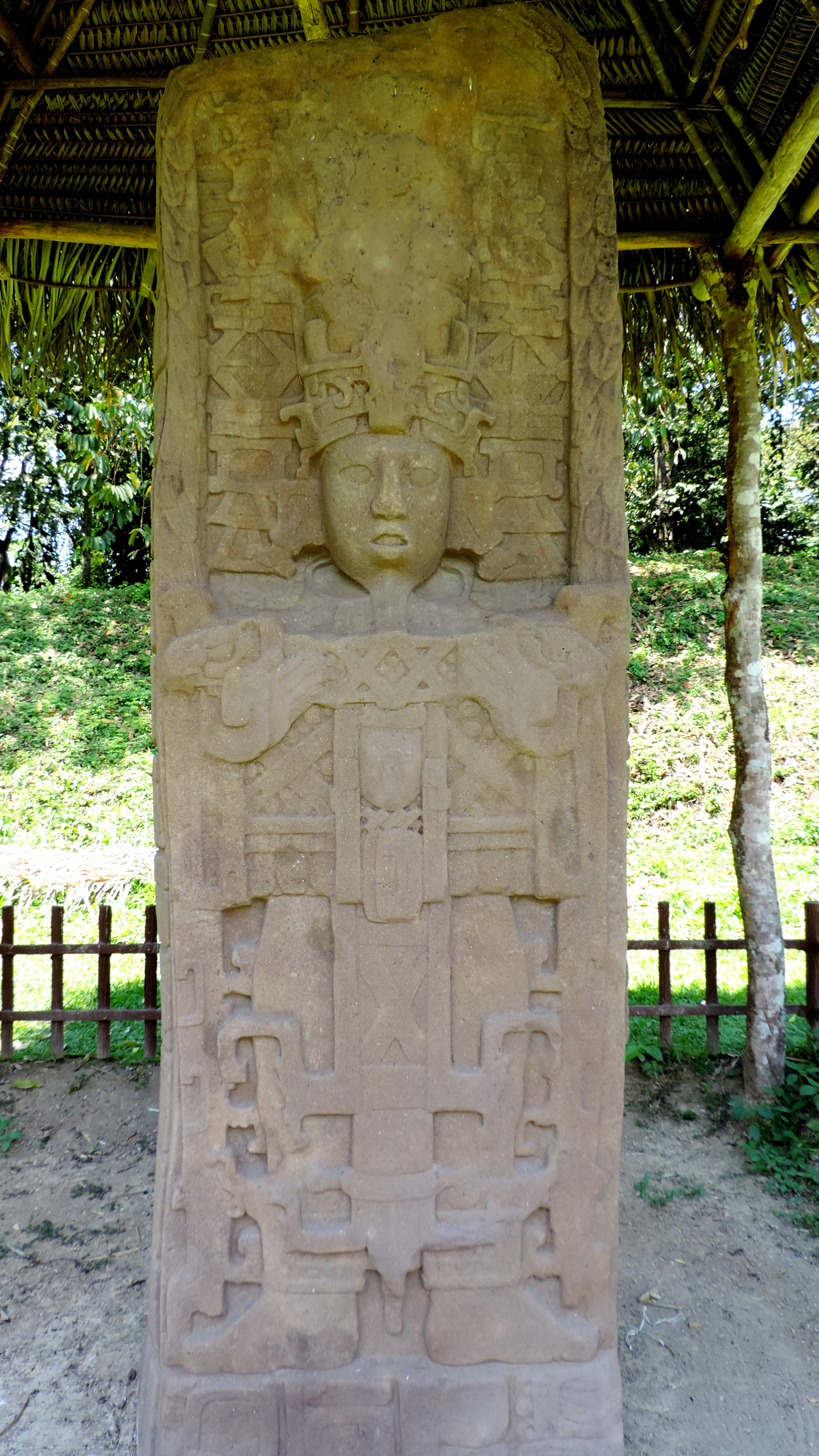
Киригуа, стела «С»
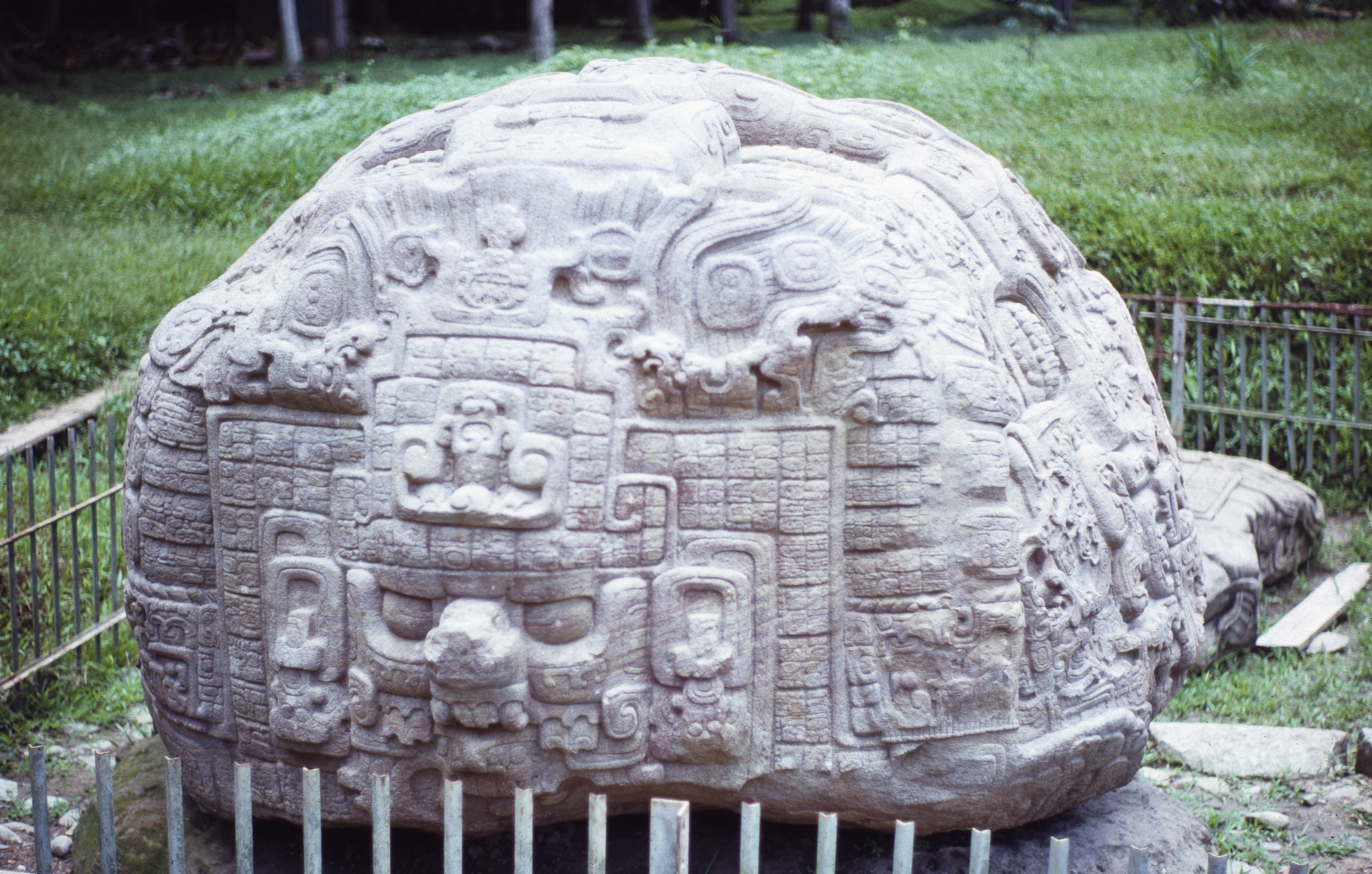
Киригуа, зооморф «Р».
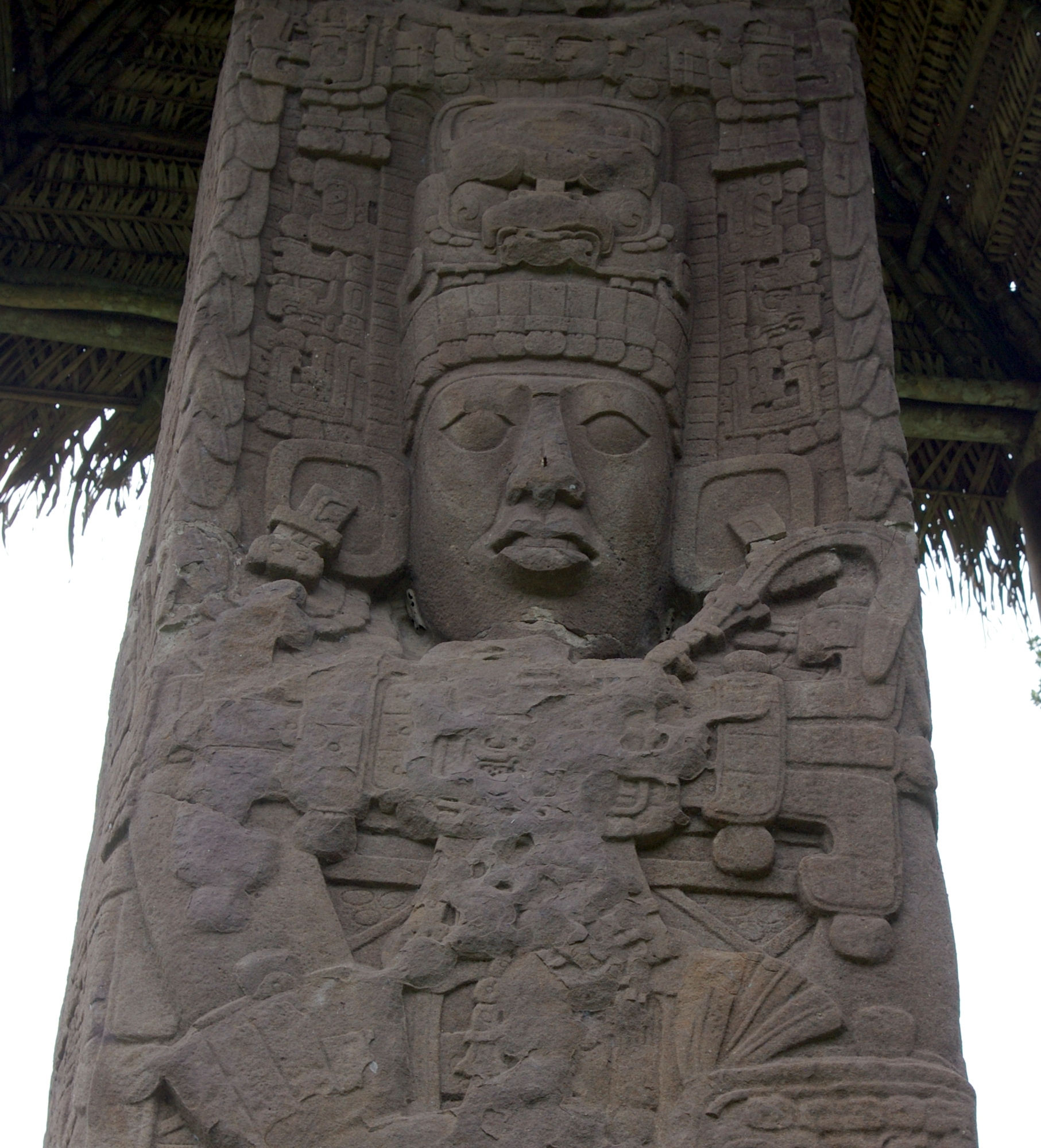
Часть стелы «Е».